# Додо Книпхаузен
Барон Додо цу Книпхаузен унд Иннхаузен (Innhausen und Knyphausen) (2 июля 1583 года — 11 января 1636 года) — участник Тридцатилетней войны, шведский фельдмаршал (1633).

## Биография
Представитель баронского рода из Восточной Фрисландии. Начал службу у известного военного специалиста Морица Оранского. В годы Тридцатилетней войны сражался в войсках германских протестантов при Хёхсте (1622) и Штадтлоне (1623), в битве при Дессау (1626) попал в плен.
В 1628 году поступил на английскую военную службу и участвовал в обороне Ла-Рошели во Франции.
В 1630 году перешёл на шведскую военную службу в звании генерал-майора, сражался при Лютцене (1632), где его хладнокровие спасло шведскую армию от поражения после гибели короля Густава II Адольфа.
В январе 1633 года получил чин фельдмаршала и главное командование над шведскими войсками в Нижней Саксонии, вместе с герцогом Георгом фон Брауншвейг-Люнебургом одержал победу при Ольдендорфе на Везере (28 июня/8 июля 1633 года).
Погиб в сражении при Хазелюнне 1/11 января 1636 года.